# Ленард Бърнстайн
Ленард Бърнстайн (на английски: Leonard Bernstein) е американски пианист, диригент и композитор. Той е неколкократен носител на Еми и Грами награди и е номиниран за Оскар. от 1958 до 1969 година е главен диригент на Нюйоркската филхармония. Пише опери, симфонии и мюзикъли. Автор е на книгите „Радостта от музиката“ (The Joy of Music, 1959) и „Безкрайното разнообразие на музиката“ (The Infinite Variety of Music, 1966). Автор на мюзикъла „Уестсайдска история“ (West side story). Умира от съчетанието на няколко неблагоприятни фактора – пневмония, тумор, емфизема и сърдечна недостатъчност.

## Почит
През 2023 година излиза биографичният филм „Маестро“ на режисьора Брадли Купър, разказващ за живота на Ленард Бърнстайн.

## За него
- Burton, Humphrey. Leonard Bernstein.   New York, Doubleday, 1994. ISBN 0-385-42345-4.
- Gottlieb, Jack (ed.). Leonard Bernstein's Young People's Concerts. revised.   New York, Anchor Books, 1992. ISBN 0-385-42435-3.
- Leonard Bernstein: American Original.   New York, HarperCollins, 2008. ISBN 0-06-153786-1.
- Chapin, Schuyler. Leonard Bernstein: Notes from a Friend.   New York, Walker, 1992. ISBN 0-8027-1216-9.
- Rozen, Brian D. The Contributions of Leonard Bernstein to Music Education: An Analysis of his 53 Young People's Concerts. Thesis (PhD).   Rochester, New York, University of Rochester, 1997. OCLC 48156751.
- Laird, Paul R. Leonard Bernstein: A Guide to Research.   New York, Routledge, 2002. ISBN 0-8153-3517-2.
- Secrest, Meryle, Leonard Bernstein A Life, Alfred A. Knopf, 1994, ISBN 0-679-40731-6.
- Simeone, Nigel. The Leonard Bernstein Letters.   Yale University Press, 2013. ISBN 9780300179095.